# 文学共和国

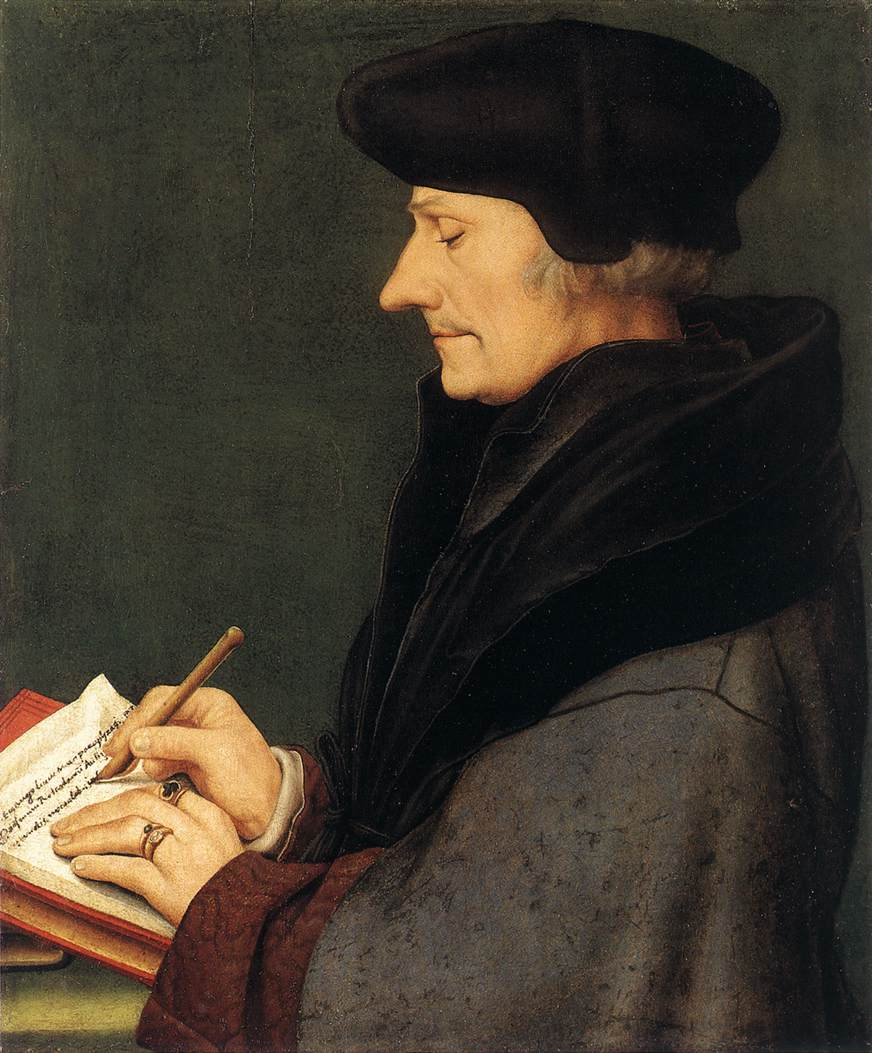
「書斎に座るロッテルダムのエラスムスの肖像」ハンス・ホルバイン筆、1523年。バーゼル市立美術館蔵。

文学共和国（ぶんがくきょうわこく、英語: Republic of Letters、ラテン語: Publica Litterarum）は、17世紀から18世紀にかけて欧米に存在した知の共同体である。啓蒙時代の知識人層やフランスの哲学者の交流を取り持ち、その交流の基盤となった。
その成立は、17世紀国境を超えつつも言語と文化を互いに尊重する学者等の交流の場として誕生し、やがて読んで字のごとく「共和国」のような存在へと成長した。文学共和国は当時の女性への風潮から主に男性で構成されたため、多くの学者は「文人（英語: Man of Letters）」と同義としている。
文学共和国の持つ「知識人同士の遠隔地での意思疎通」という性格上、郵政の確立は必須と言えた。17世紀、文学共和国の「国民」は、音声による会話の代わりに手紙による文通を用い、論文やパンフレットを交換し、さらにはその広まりを通じて共和国の拡大を狙っていたからである。
この言葉がラテン語の形（Respublica literaria）ではじめに使われたのは、1417年7月6日付けのフランチェスコ・バルバロ（英語: Francesco Barbaro）がポッジョ・ブラッチョリーニに宛てた手紙に確認できる。16世紀から17世紀にかけて徐々にその用例が増えると、世紀末までに重要な学術誌に取り上げられられるまでなった。
定説では、ピエール・ベイル 『Nouvelles de la République des Lettres (1684 )』  が近世における最初の紹介である。しかし、これに同意しない歴史家もおり、その起源はプラトン『国家』にまで遡るとまで言う人もある。なぜ起源が特定できないかといえば、文学共和国がもつ「国民一人ひとりの心のなかに存在する」といういわば曖昧な特徴によるのである。
多くの歴史家が「文学共和国がいかに啓蒙思想へと影響したか」という疑問について論議している。今日の英米の歴史家は、議論の入口が何であれ、文学共和国と啓蒙主義は別個であるという風に認識している。

## アカデミー

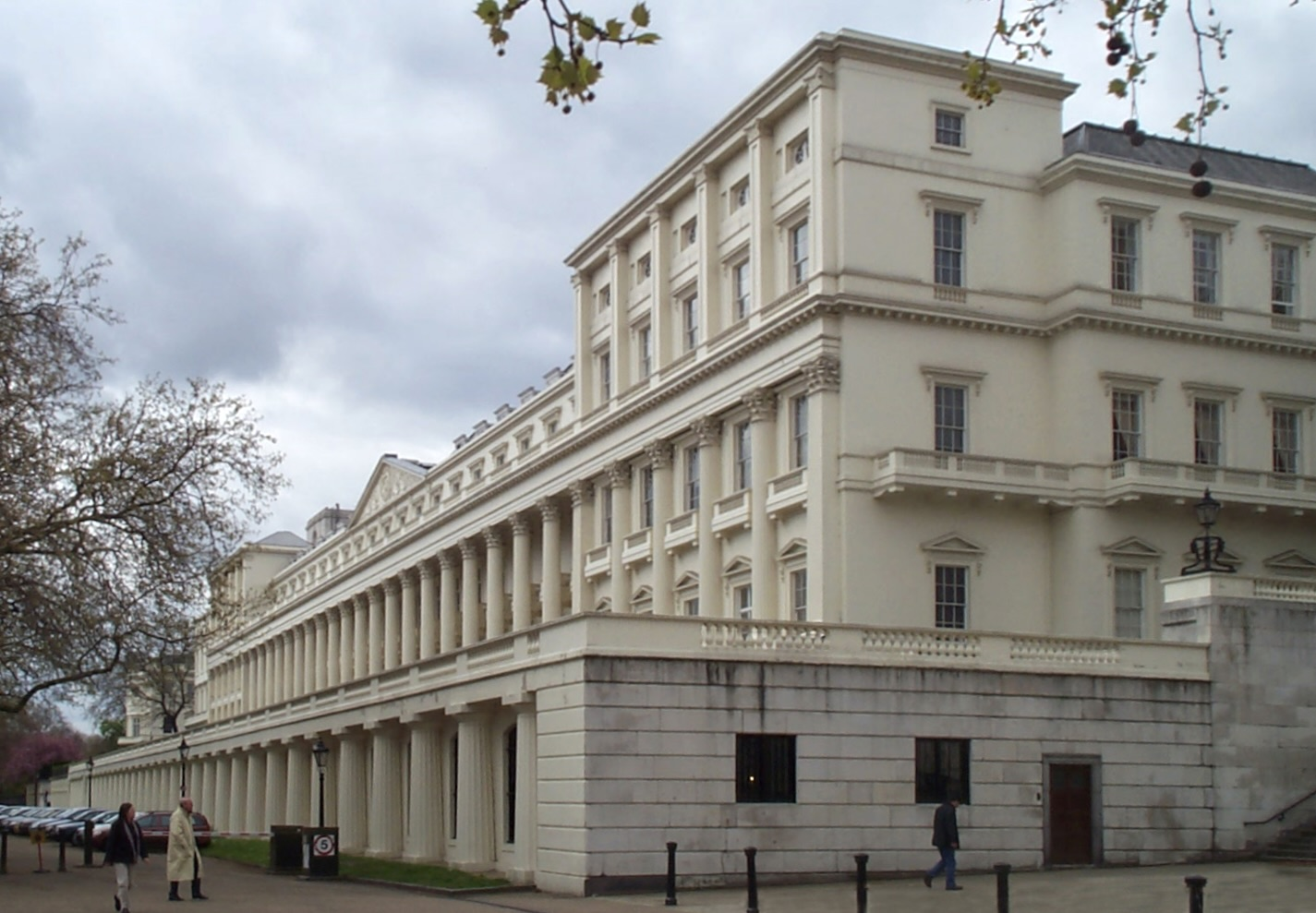
王立協会本部が入居するカールトン・ハウス・テラス

17 世紀半ば、文学共和国の特に好奇心の強い者たちが、王室の後援を得つつパリとロンドンに常設の文学および科学アカデミーを設立し、制度化への一歩を踏み出した。1662年設立の王立協会は、イギリスにおける文学共和国の受容を助長し、更に欧州での「文学共和国という運動」の中心となった。王立協会はジェントリによって運営され主に科学を振興した。王立協会は独自の憲章を作成し、統治システムを確立しました。著名な会長にアイザック・ニュートンがあり、1703年から1727年に亡くなるまで務めた。その他有名な会員には、日記作家のジョン・イーヴリン、作家のトーマス・スプラット、そして初代実験キュレーター（監督官）である科学者のロバート・フックなどがいる。王立協会は、国際的に新たな発見を審査する役割を果たし、学術誌『Philosophical Transactions』（ヘンリー・オルデンブルク編）を発行した。

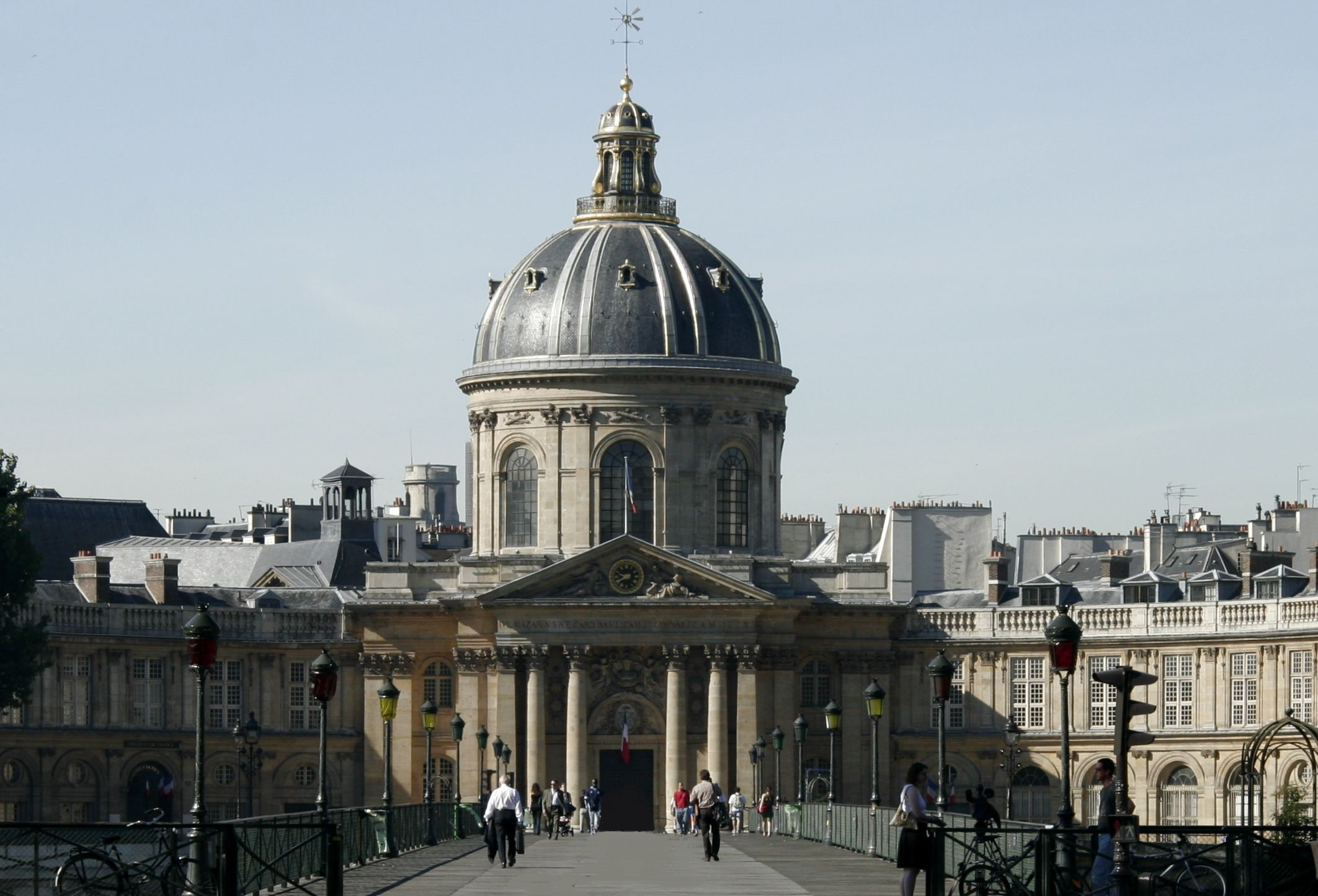
フランス学士院

17 世紀には、フランス、ドイツなどを中心とした文化の中心地で新しいアカデミーが開設された。こうしたアカデミー（文学共和国）では、他のアカデミーと連絡を取り合って、国際的なコスモポリタンとなることを目指した。パリでは特に発展し、1635年設立のアカデミー・フランセーズ、1666年に設立された科学アカデミーに加え、碑文・文芸アカデミー（1701年）、外科アカデミー（1730年）、医学協会（1776年）が設立された。
18世紀後半までに、大学はアリストテレスの自然哲学とガレノス医学を放棄し、近代人の機械主義と生気主義の考えを支持したため、「見て学ぶ」姿勢をとった。科学や医学を教えるあらゆる場面で、単調な口述講義が補完され、実験物理学、天文学、化学、解剖学、植物学、マテリア・メディカ（英語: Materia medica）、さらには地質学や博物学などの実践的な教育に完全に置き換えられることさえあった。こうした実践的な教育の推進は、文学共和国としては好ましい変化であった。依然として大学側で共和国の国民になろうという者は少なかったが、時代を超えた思想と教育の変化により、大学における研究はより魅力的になり、さらに促進された。
アカデミー、学術誌、文学会（英語: Literary society）といった機関によりその仕事は引き継がれた。アカデミー間での交流は、個人の学者にわたることもあれば、学術誌にまとめられ、学術界に広まることもあった。司書でありつつもその学術の価値観を共有する著作権エージェントは、このことの最たる例である。

## サロン

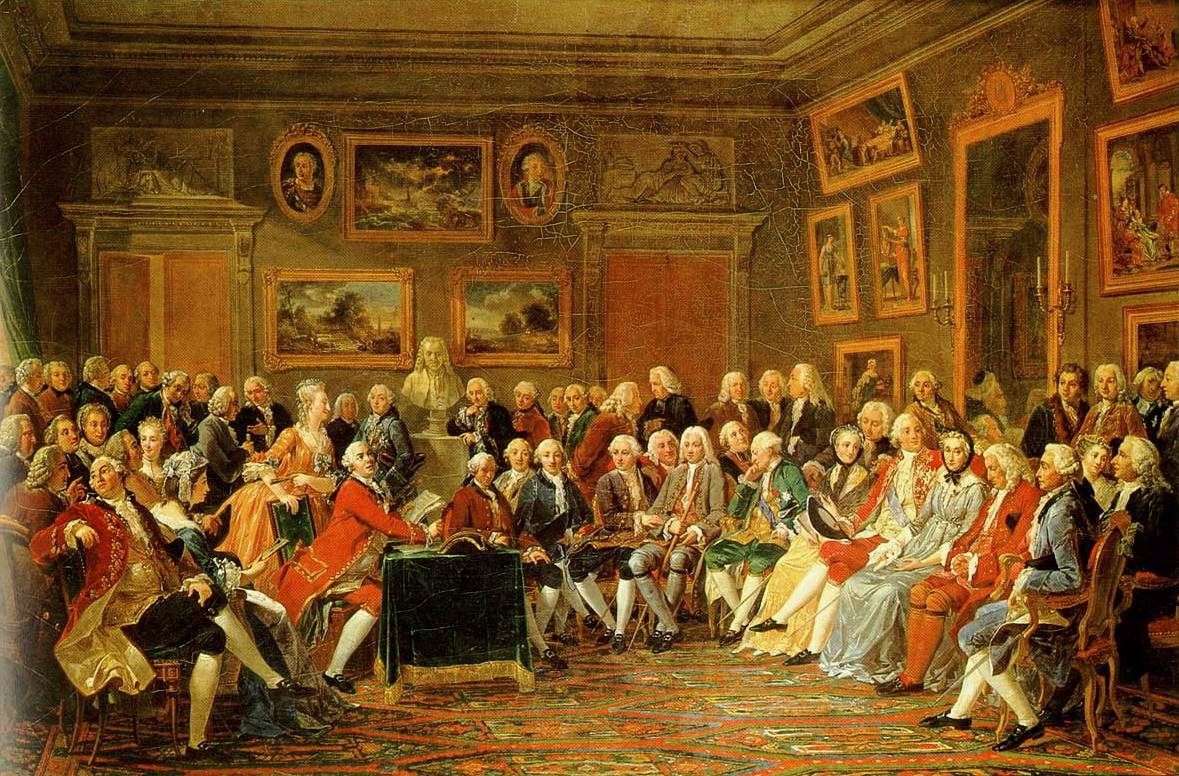
「啓蒙の世紀」シャルル・ガブリエル・ルモニエ筆、1812年 。国立マルメゾン城美術館蔵。ジョフラン夫人のサロンにてヴォルテールの『中国孤児の悲劇』を朗読。

啓蒙時代の文学共和国において、「サロンニエール（フランス語: salonnière、主催者）」は秩序を確立する上で重要な役割を果たした。17世紀から始まったサロンは、貴族と知識人を礼儀正しさと公平さを持ちつつ、各々を結びつける場となり、一方を教育し、他方を洗練させ、学識、良識、会話の技術を組み合わせた「オネテテ（フランス語: Honnêteté、誠実さ）」という共通の概念に基づく文化交流の場を創出した。一方で「統治が求められていた」側面がある。なぜなら、「文学共和国」は形式上、互恵と交流の平等主義という原理原則によって構成されていたはずが、「知的実践の現実」はこの理想には程遠かったからだ。特にフランスの文人たちは、建設的な議論ではなく、分裂を招く論争に次第に巻き込まれていくことなる。パリが文学共和国の「首都」としての地位を得ると、フランスでは書翰による通信は徐々に廃れ、口頭のやり取りが行われるようになった。パリに結集した文人はその地で、口頭で、事業に参画し、手紙や書翰などという回りくどい方法は取られにくくなったのだった。結果として文字による仲介という、文学共和国の根本が失われてしまった。それで、各地の哲学者は文学共和国に手紙を取り戻そうと、新たな統治を求めるに至ったのである。 文学共和国の「統治」の起源をたどると、パリのサロンの主催者に行き当たる。参加者らの関係や言説に影響を与える立場であった。マリー＝テレーズ・ジョフラン（英語: Marie-Thérèse Geoffrin）が1749年に週一回の晩餐会を始めたとき、啓蒙主義の「文学共和国」はその「統一の中心」を見出した。女性が自宅で定期的かつ規則的に主催する公の集まりとして、パリのサロンは、秩序ある「文学共和国」のための独立したフォーラムおよび知的活動の場として機能することができたのであった。

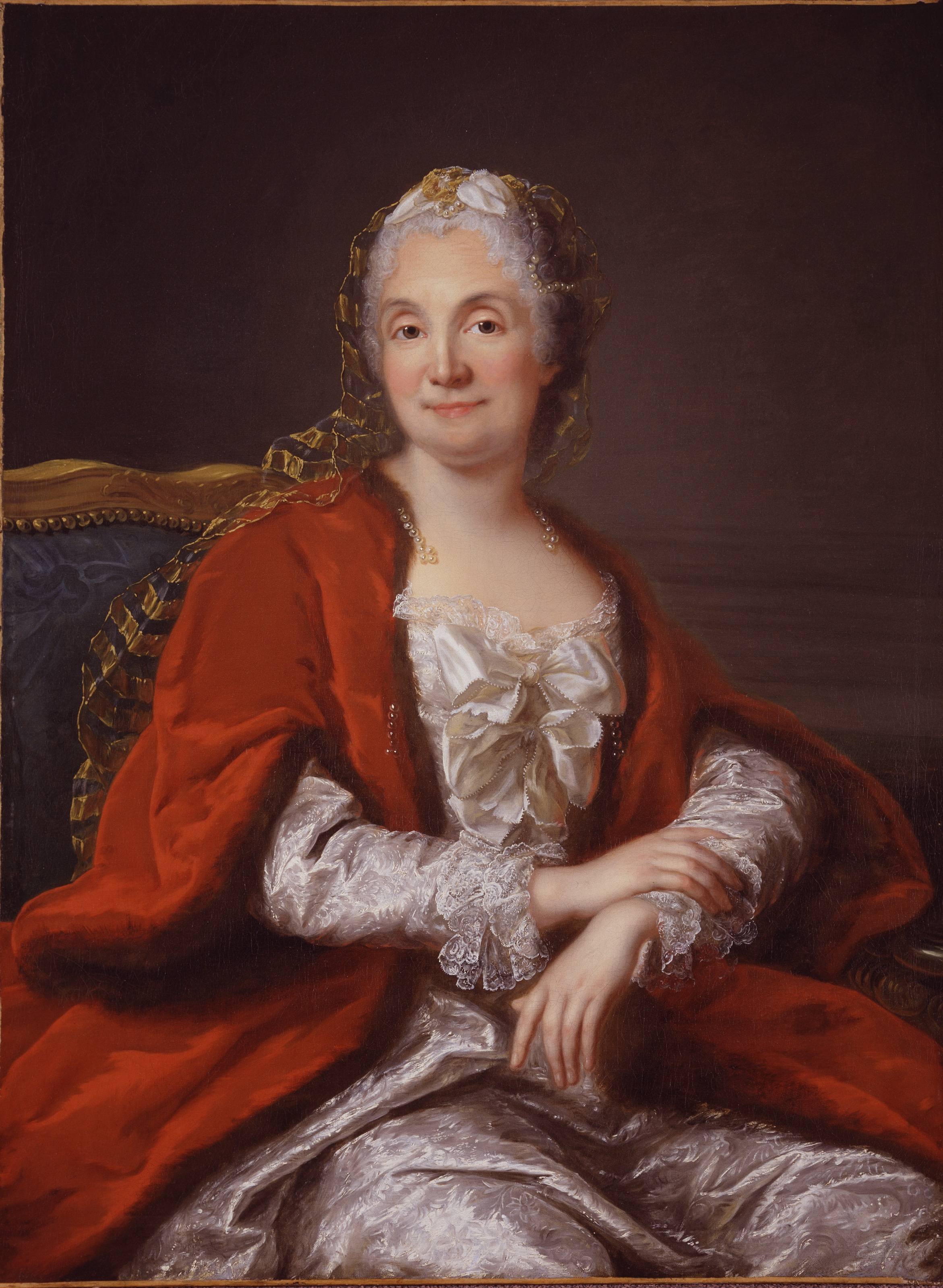
「マリー・ジョフランの肖像（推定）」マリアンヌ・ロワール筆、1760年頃。国立女性美術館蔵。

サロンの特徴として、もてなしや優雅さ、エリートの娯楽を尊ぶところがある。サロンは基本知識人に向けて開かれており、支援者との出会いを取り持ち、「オム・デュ・モンド（フランス語: hommes du monde、世間知の人物」）」とするための場となった。1770年以降のサロンでは、ルソーの思想に対する急進的な批判が生まれた。急進派は、洗練された社交性のメカニズムを批判し、大衆ないし国民に向けて発言する新しい独立した作家の出現を願った。
一方で、Lilti 2005b, p. 5によれば、サロンは決して平等な空間を提供したわけではないという。サロンの礼儀正しさとはある種、平等を演出するための虚構に過ぎなかったというのだ。「グラン」と呼ばれる上位貴族は、自分たちが上座にざす限り、形だけの平等を演じた。文人も、サロンの礼儀作法と会話における平等とを区別していた。つまり、サロンは表面上は平等な場であるかのように見えたが、実際には貴族の上位性を前提とした社交の場に過ぎなかったのである。文人たちは、サロンの見かけの平等性を十分に認識しており、実質的な平等は存在しなかった。
また、作家にとってのサロンは、主催者からの保護という観点からも論じられる。サロンは作家を後援したが、これはサロンが文学のための組織だったからというより、むしろ文学共和国という枠を超え、王侯貴族からの庇護を受ける機会を与えたからである。以上から、サロンは宮廷を中心に成立した、社交場かつヒト・カネ・情報の集積場という解釈もできる。知識人による文学共和国と上級国民による宮廷は対立するものとみなされがちだが、この2つの社会は競合せず、むしろ融合していたのだった。
リルティは、文人たちとサロンの主催者の間の交流を描いた。主催者は、サロンの評判を高めるために、贈り物や定期的な手当を通じて、文人を引きつけようとした。主催者にとって、彼らは単なる情報源ではなく、サロンの評判を上げるための宣伝役でもあった。サロンからサロンへ、文人たちは手紙や会話を通じて待遇がよいサロンを称賛したのである。一方で主催者はできるだけ多くの貴族ら上流層を確保し、人脈を証明しなければならなかった。まとめると、この時代、書翰のもつ社会的影響力は大きく、上流層の女性は文人の活躍を期待し、利するためにあらゆる知恵を絞った。

### アメリカにおけるサロン
18世紀のフィラデルフィアでも、資本家や知識人らによる社会が形成され、時にはロンドンやパリのそれを模した独自のサロンが開かれることもあった。特に文学的なサロンには高潔な愛国者が集まる傾向があり、欧州のそれを批判的に論じた。実際に、アメリカ人は自らの欧州に対する「純粋さ」と独立性を誇って、欧州のサロン文化の多くを退廃的だと断じ、取り入れようとしなかった。
ただ、形式を取り入れたのは事実であり、その文化の受容を促したのは女性であった。この頃に受容されたサロン文化は2種に大別できる。1つはフランス風の「サロニエール」と、もう1つはイギリス風の「ブルーストッキング」である。「サロニエール」文化では、男性の知的交流を取り仕切るため女性の社交性を活用するものであった。一方「ブルーストッキング」文化は、女性同士の教養ある対話を重視するもので、前者と比べ一貫して不人気だった。
ただ、彼女らは文学共和国ないしサロンなど限定された言論空間に属していなくても、家庭など日常生活における男女の知的交流を持っていたことに留意したい。また、アメリカと一口に言っても地域ごとにその文化は大きく変容した。

## 出版

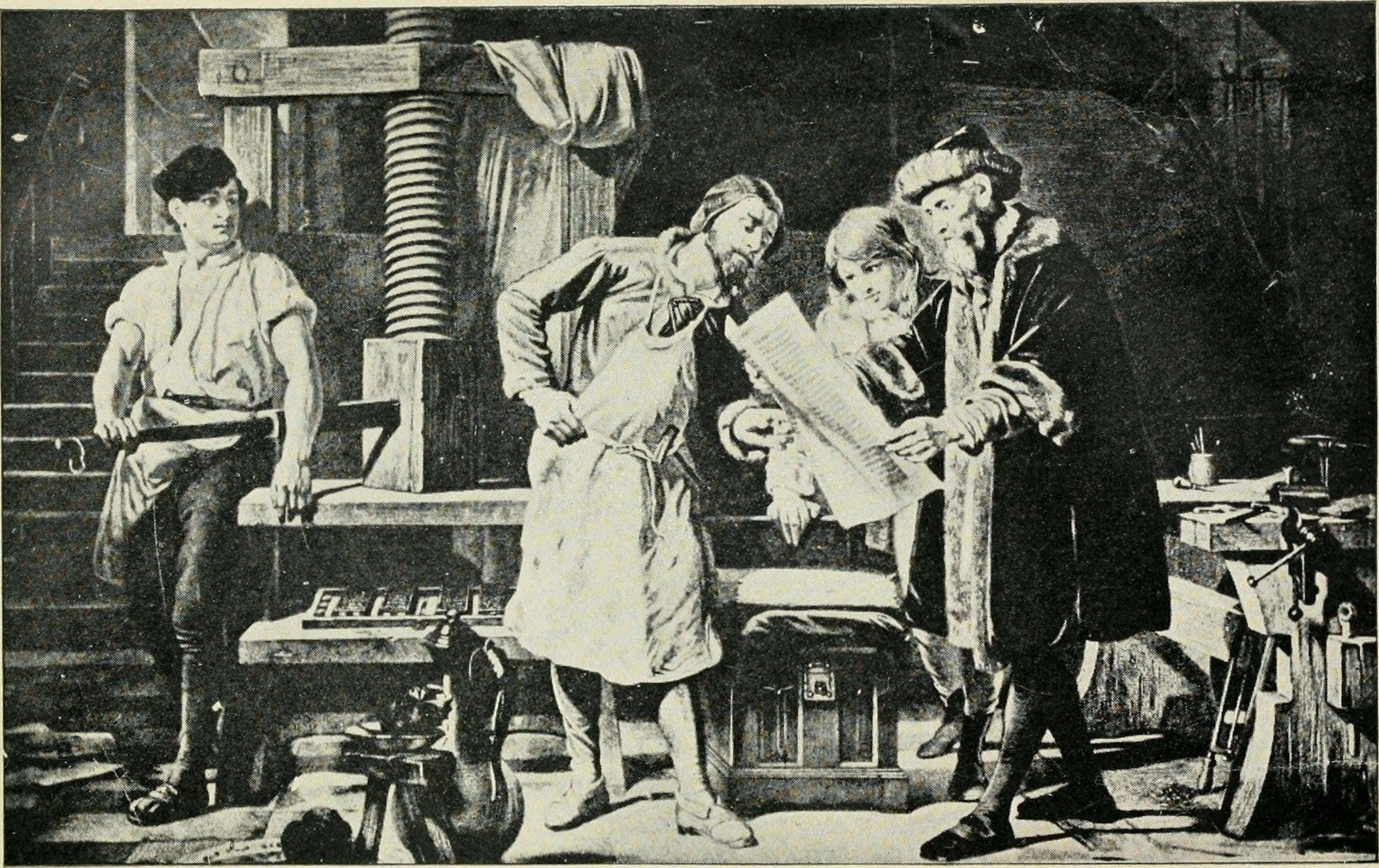
印刷機、筆記具：その進化（1904）

中世までは、書物といえば修道士によって羊皮紙に書き記され、写本という形で存在していた。しかし、写本は流通量が少なく、聖職者のみが読み書きできるラテン語で記述されたたため効果かつ情報の拡散は限定的であった。15世紀なかばにグーテンベルクにより活版印刷が実用化されると、安価な紙の普及も相まって印刷物の廉価・大衆化が引き起こり、思想や情報の流通に広く影響を与えた。例えば、科学者は学術誌の発行を通じて自らの研究成果を発表し、互いの成果を共有できるようになり、作家は自らの著作を大量に製本することができるようになった。特に、作家は印刷機を有する出版社との交渉により、著作の流通に関われるようになったことにも、大きな意義がある。出版社によって開拓された供給網は、学術的に影響力を持つレス・プブリカや有力者の手にわたった。

### 雑誌

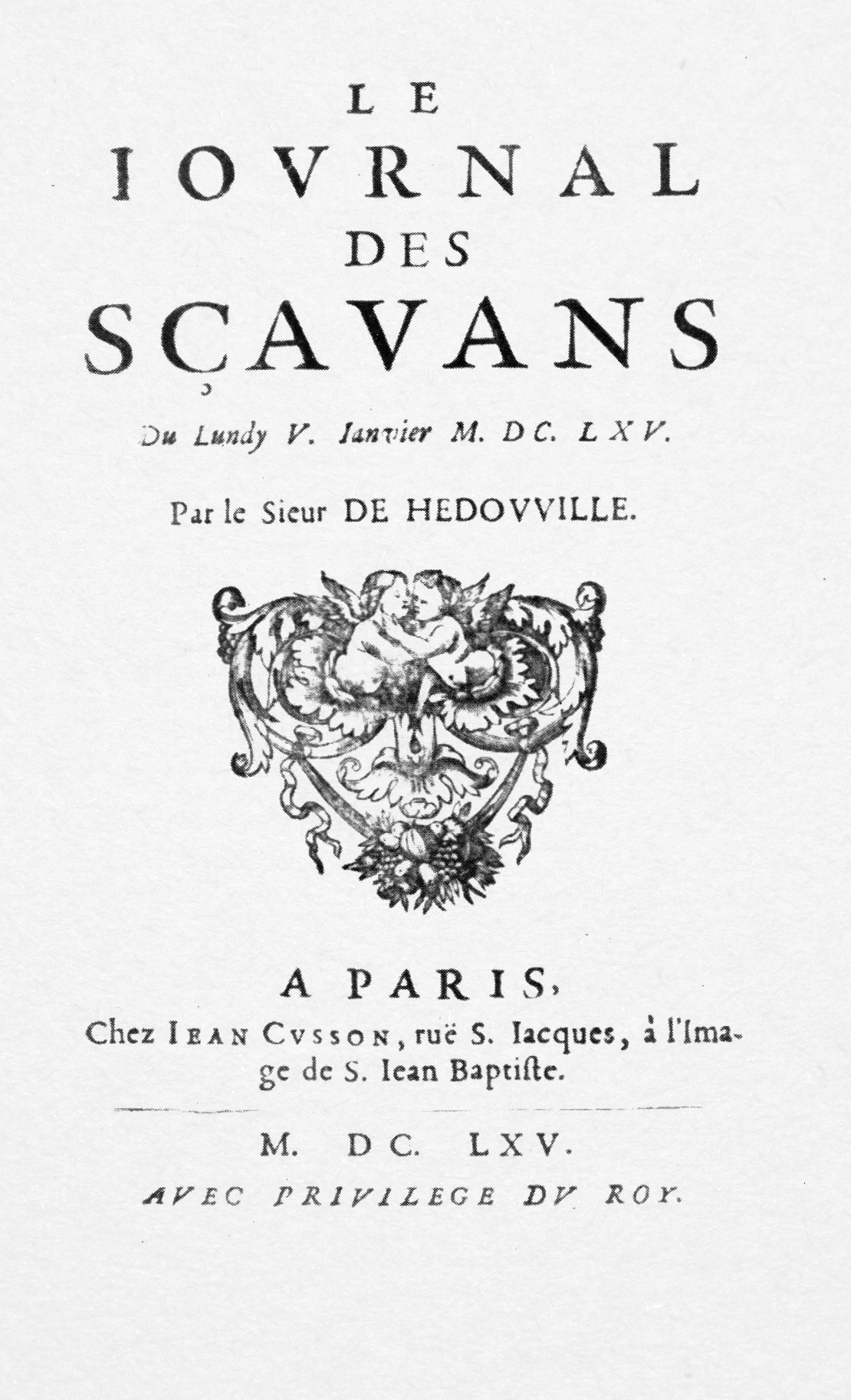
『ジュルナル・デ・サヴァン』創刊号。

雑誌の起源は17世紀に創刊された学術誌、特に1665年パリで始まったデニス・デ・サロ編『ジュルナル・デ・サヴァン（フランス語: Journal des Sçavans）』であることは周知の事実である。また、ネーデルラントに本拠をおいた最初の学術誌であるピエール・ベイル編『ヌーベル・ドゥ・ラ・レピュブリック・デ・レトレス（フランス語: Nouvelles de la république des lettres、文学共和国からの報せ）』は1684年3月に創刊された真に「批判的な」学術誌である。続いて1686年にはジャン・ル・クレール編『ビブリオテック・ユニヴェルセル（フランス語: Bibliothèque Universelle）』が発刊された。このように初期はフランス語ないしはラテン語が主流だったが、やがてドイツ語やオランダ語の需要も生まれてきた。

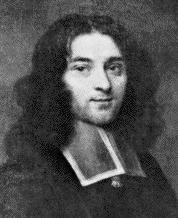
ピエール・ベイル

雑誌（特に文芸誌）の普及は文学共和国にも変化をもたらした。書物と同様に、雑誌は情報の流通を円滑に多様にした。この頃の文芸誌の主な内容は「エクストレ（フランス語: extraits、書評）」であったため、読者は自らの専攻だけでなく他分野での進展も知ることができた。当初の文芸誌の読者層（また作家）は文学共和国の国民とそのまま合致していた。
雑誌ははじめこそ定期的に刊行されるものとして見られていなかったようだが、一度その原則が確立されると、急速に大衆化した。読者の多様化の中で、受動的に投書を読んで議論に耳を傾けるだけ人々もあれば、自ら積極的に意見を発信する者も表れた。文学共和国の体制は革新を迎え、雑誌の寄稿者たちはこうした読者層の分下に応じて論調や文体、内容を需要に沿わせていった。こうして学者や知識人のものであった文学共和国は、好奇心旺盛な人々のものになったのである。
文学共和国の理想は、雑誌の序文や本文の双方によく表れている。手紙のやり取りの目的は、一人が複数に情報を伝えることだったが、雑誌の目的は不特定多数に情報を伝えることである。文学共和国においてこうした役割を果たすことは、文学共和国の理念そのものであり、文芸誌は作家読者の両者から理想視されていたのだった。
また、アン・ゴルドガーによる、文芸共和国における雑誌の重要性についての一連の見解に対しての異論も確認せねばならない。
フランソワーズ・ワケは、実際には文芸誌は手紙に取って代わるまでには至らなかったという。雑誌は自身の情報源として手紙に依存していたためだ。さらに、学者は雑誌の情報の速さに不満を持っていたという。出版される頃には遅すぎることが多く、書籍や新情報についての議論は、専門化、宗教的偏見、あるいは単なる歪曲といった理由で不完全と断じられることさえあった。このような状況で手紙が望ましく有用であり続けたことは明らかである。しかし、雑誌が文学共和国の中心的特徴となって以来、不特定多数が雑誌から時事を得ていたことは確かである。

## 環大西洋文学共和国

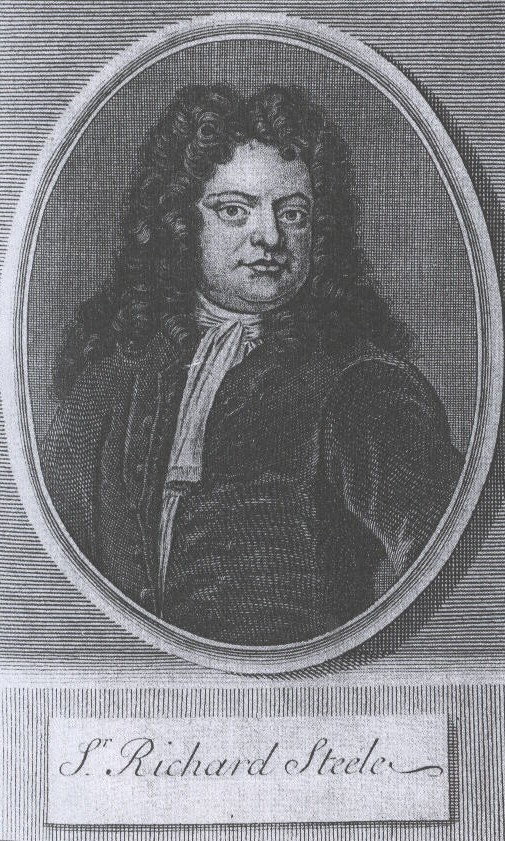
『スペクテーター』の著者リチャード・スティール

英仏の定期刊行物は植民地時代のアメリカ文学へ大きな影響を与えてきた。
この時期、アメリカに思想を伝達する機関などはなく、無作為に卸された書店や稀に行われる海外との通信、書籍奥付の広告を除けば、知識人が欧州の学問に触れる方法は、本国の定期刊行物であった。
例として、建国の父ベンジャミン・フランクリンは『スペクテイター』を書写して明快な文体を培い、神学者ジョナサン・エドワーズもリチャード・スティールを収集していた。一方、1721年のハーバード大学ではエベネザー・ペンバートン、チャールズ・チョーンシー、アイザック・グリーンウッドら学生によって『テルテイル』という週刊誌が創刊された。『テルテイル』が英国上流層の定期刊行物の模倣であったことは、その副題「学者の会話と行動についての批評：正しい推論と良い作法を促進するために」にあらわれている。

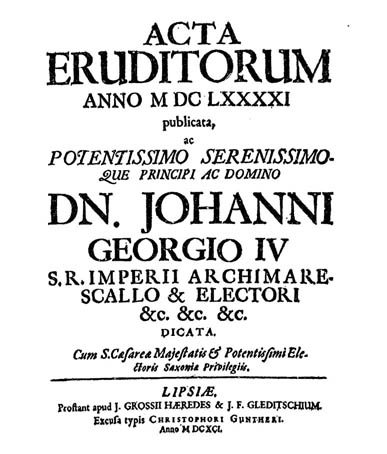
『アクタ・エディトーロム』創刊号。

このような運動の中で特に注目すべきは、1690年頃にジョン・ダントンが始めた出版活動であろう。ダントンはアテナイ協会を組織し、欧州の学術誌を英訳して出版していった。『ヤング・スチューデント・ライブラリー』はその集大成であり、『ジュルナル・デ・サヴァン』『ヌーベル・ドゥ・ラ・レピュブリック・デ・レトレス』『ビブリオテック・ユニヴェルセル』などに拠っていた。
つまり、当時のアメリカの知識人たちは、直接ヨーロッパに行かなくても、これらの雑誌や翻訳された出版物を通じて、最新の思想や科学的発見について学ぶことができた。このような出版活動は、後のアメリカの知的発展に大きな影響を与えてゆく。
デビット・ホールは、アメリカへの影響について次のように述べた。
「自由」を推進し、それによって共和制アメリカの約束を実現する手段として、特に独立革命期に明示された学問の拡大という展望。彼らは、腐敗した議会と英国国教会との闘争のうち、憲法改革という共通の課題を導き出した。—デビッド・D・ホール、Konig 2004, p. 180

## 参照
- Coffeehouse
- Daniel Roche
- Dictionnaire philosophique
- Encyclopédie
- English coffeehouses in the 17th and 18th centuries
- Robert Darnton
- Science in the Age of Enlightenment
- Societas eruditorum incognitorum in terris Austriacis

## 註釈
1. ↑  これより以後も文学共和国の文脈を尊重し、この共同体を「共和国」とみなして、その構成員を「国民」と呼んだり、共同体全体の決定を行う者を「政府」と呼んだりすることがあることに十分留意されたい。
2. ↑  明示的に開会される何かしらの学会やアカデミーと違って
3. ↑  文学共和国を社会運動と捉えたとき。
4. ↑  materia medica。ローマ時代の薬学を指す。現代の西洋医学では薬理学（pharmacology）という言葉に置き換えられている。
5. ↑  図書館、出版社、文学部、（文学）学術誌などを指す
6. ↑  おそらく、当時のアメリカ人は、アメリカが欧州のパリやロンドンよりも腐敗が少なく、欧州の悪習を断ち切った「純粋な」国であるという誇りがあったのだろう。
7. ↑  この協会は先述のテルテイル・クラブやフランクリンのもと組織されたジュント（英語版）の先駆けであった。

1. ↑  Dalton 2003, p. 7.
2. ↑  Goodman 1994, p. 17.
3. ↑  Bots & Waquet 1997, pp. 11–13.
4. 1 2  Goldgar 1995, p. 2.
5. ↑  Lambe 1988, p. 273.
6. ↑  Mokyr 2017.
7. ↑  Brockliss 2002, p. 8.
8. ↑  “The Royal Society's First Charter | History Today”. www.historytoday.com. 2024年8月10日閲覧。
9. ↑  Hunter 2010, pp. 34–40.
10. 1 2  Brockliss 2002, p. 10.
11. ↑  Stroup 1990.
12. ↑  Evans 1977.
13. ↑  Jacob 2006.
14. 1 2  Brockliss 2002, p. 11.
15. ↑  Goldgar 1995, p. 11.
16. ↑  Kale 2004, p. 24.
17. ↑  Goodman 1991, p. 183.
18. 1 2  Goodman 1991, p. 184.
19. ↑  Lilti 2005a, pp. 415–45.
20. ↑  Lilti 2005b, p. 5.
21. ↑  Lilti 2005b, p. 7.
22. ↑  Lilti 2005b, p. 8.
23. ↑  Lilti 2005b, pp. 5–6.
24. ↑  Lilti 2005b, p. 11.
25. ↑  Lilti 2005b, p. 9.
26. 1 2  Ostrander 1999, p. 65.
27. 1 2  Ostrander 1999, p. 66.
28. 1 2 3  木畑洋一 et al. 2023, p. 225.
29. 1 2  Lambe 1988, p. 274.
30. 1 2  Fiering 1976, p. 644.
31. ↑  Israel 2001, p. 143.
32. ↑  Goldgar 1995, p. 56.
33. ↑  Goldgar 1995, p. 59.
34. 1 2  Lambe 1988, p. 277.
35. ↑  Goldgar 1995, pp. 64–65.
36. ↑  Goldgar 1995, p. 65.
37. ↑  Goldgar 1995, p. 98.
38. 1 2  Goldgar 1995, p. 57.
39. 1 2  Fiering 1976, p. 642.
40. ↑  Fiering 1976, p. 643.
41. ↑  Fiering 1976, p. 649.
42. ↑  Fiering 1976, p. 650.
43. ↑  Fiering 1976, p. 651.